# Специальный полуночный выпуск
«Специальный полуночный выпуск» (англ. Midnight Special) — американский фильм режиссёра Джеффа Николса. Мировая премьера состоялась в феврале 2016 года в Германии в рамках Берлинского кинофестиваля; премьера в США состоялась 18 марта 2016 года.

## Сюжет
Рой узнаёт, что его сын Олтон обладает сверхъестественными способностями, после чего им приходится скрываться от представителей религиозной секты и правительственных агентов.

## В ролях
- Майкл Шеннон — Рой Томлин
- Джейден Мартелл — Олтон
- Джоэл Эдгертон — Лукас
- Кирстен Данст — Сара Томлин
- Адам Драйвер — Пол Севьер
- Сэм Шепард — Келвин Мейер
- Пол Спаркс — агент Миллер
- Скотт Хэйз —  Леви

## Название
Название фильма отсылает к широко известной американской народной кантри-блюзовой песне «Midnight Special» («Полуночный экспресс»), возникшей в тюрьмах южных штатов.

## Производство
Съёмки фильма начались в Новом Орлеане в январе 2014 года и закончились в марте.

## Восприятие
Фильм получил преимущественно положительные отзывы кинопрессы. На сайте Rotten Tomatoes фильм имеет рейтинг 84 % на основе 183 рецензий со средним баллом 7,4 из 10.

## Награды и номинации
- 2017 — номинация на премию «Сатурн» за лучший научно-фантастический фильм
- 2016 — номинация на Золотого медведя Берлинского кинофестиваля (Джефф Николс)